# Hommage à Alfred Lepetit
 (août 2015).
Si vous disposez d'ouvrages ou d'articles de référence ou si vous connaissez des sites web de qualité traitant du thème abordé ici, merci de compléter l'article en donnant les références utiles à sa vérifiabilité et en les liant à la section « Notes et références ».
Pour plus de détails, voir Fiche technique et Distribution.
Hommage à Alfred Lepetit est un court-métrage français écrit et réalisé par Jean Rousselot. Sélectionné dans de nombreux festivals autour du monde, il a reçu l'Ours d'Or du 50e Festival International du Film de Berlin en 2000. 

## Synopsis
Inconnu du grand public, Alfred Lepetit est sur le point de recevoir un prix pour l’ensemble de sa carrière cinématographique. Portrait d’une légende parmi les étoiles. 

## Distribution
- Thierry Berbezy :
- Jean-Claude Brialy : lui-même
- Laetitia de Fombelle : la vendeuse de café
- Jake Eberts : lui-même
- Gérard Guët :
- Sophie Lack :
- Elsa Lepoivre : elle-même
- Stéphane Massard :
- Mathieu Mathelin :
- Roman Polanski : lui-même
- Charlotte Rampling : elle-même
- Eddy Rousselot :
- Édith Vernes :

## Fiche technique
- Réalisation : Jean Rousselot
- Scénario : Jean Rousselot
- Musique : Jesse Cook
- Photographie : Pierre Barougier
- Montage : Françoise Garnault
- Création des décors : Simon Verner
- Costumes : Mattia Ballerini
- Producteur : Laurence Braunberger
- Société de production : Les Films du Jeudi
- Pays d'origine :  France
- Langue : français
- Genre : Court-métrage
- Durée : 9 minutes
- Sortie :
  - Allemagne : 16 février 2000 (Berlinale)

## Récompenses
- Ours d'Or du Festival International du Film de Berlin (Berlinale)
- Prix du jury - Festival Juste pour rire de Montréal.
- Meilleur court-métrage - Festival de l'Alpe d'Huez.
- Prix de la critique - Festival de l'Alpe d'Huez.